# SyFy
A SyFy ( ['saɪfaɪ] ) (korábbi nevén Sci Fi Channel) egy amerikai kábeltelevíziós csatorna, melyet 1992. szeptember 24-én indítottak, az NBC Universal csoport tagja, és a sci-fi, fantasy, horror és paranormális történetekről szóló műsorok szolgáltatója. Nevét 2009. július 7-től változtatták Sci Fi Channelről SyFy-ra.
2007. április 18-án az NBC Universal bejelentette a magyarországi indulását. A magyar adásváltozata eredetileg 2007 őszén vagy 2008 tavaszán indult volna, de a magyar adásváltozat indulását elvetették. 2023 novemberétől a Syfy körülbelül 69 000 000 fizetős televíziós háztartás számára lesz elérhető az Egyesült Államokban, szemben a 2011-es 99 000 000 000 háztartáson belüli csúcsértékkel.

## Története
A csatornát Sci Fi Channel néven indította 1992. szeptember 24-én az USA Network, azután egyesült a Paramount Pictures és az Universal Studios. A felvásárlás előtt a hálózat programjában olyan televíziós sorozatok szerepeltek, mint az 1960-as évekbeli Dark Shadows, vagy a Flash Gordon című filmsorozat, és más science fiction filmek, sorozatok.
A csatornán olyan klasszikus filmek és televíziós sorozatok mentek, amelyeket a két összeolvadt stúdió raktáraiban tároltak, mint például az Universaltól Rod Serling Night Gallery című sorozata és a Paramount Star Trekje, illetve egyéb olyan horror klasszikusok, mint a Drakula vagy a Frankenstein. A Star Trek alkotója, Gene Roddenberry és Isaac Asimov író a csatorna tanácsadó testületének tagjai voltak.
1994-ben a Viacom megvette a Paramount-ot, ezután a Seagram megszerezte az irányítást az MCA felett (amerikai zeneipari társaság volt), majd 1997-ben a Seagram felvásárolta a Viacom amerikai és sci-fivel kapcsolatos érdekeltségeit, és 1998-ban eladta az egész hálózatot Barry Dillernek, aki létrehozta az USA Network (más néven NBC Universal Cable) nevű cégcsoportot. Diller azután 2002-ben eladta a nem kereskedelmi célú részlegeket (film és televízió), beleértve a Sci Fi Channelt is, az Universal utódjának, a Vivendi Universalnak. A Vivendi film, televízió és kábel televízió ága egyesült a General Electric tulajdonában lévő NBC-vel, és 2004-ben létrejött az NBC Universal. A csatorna egy nagyobb felbontású verziója (HD) 2007. október 3-án indult el a DirecTV-n.
2009. március 16-án a Sci Fi Channel bejelentette, hogy nevét SyFy-ra változtatja, hogy véget érjen a zűrzavar a felvásárlások után, illetve újítási célokat is szolgált az átnevezés. A hálózat közleményeiből az is kiderült, hogy ellentétben a „sci-fi” kifejezés általános jelentésétől, ami a teljes science fiction műfajt magában foglalja, a „SyFy” kifejezés védjegyként levédhető, ezáltal a tulajdonosok jobb piaci lehetőséghez jutnak a termékek és szolgáltatások terén anélkül, hogy termékeit más társaságokéval tévesztenék össze a piaci szereplők. A „SyFy” szónak egyetlen jelentősebb korábbi formája volt használatban a science fiction-nel kapcsolatban, a SyFy Portal, amit 2009 februárjában Airlock Alphá-ra változtattak, miután a „SyFy” szó használati jogát eladták az NBC Universalnak. Az új elnevezés 2009. július 7-től lépett életbe és meglehetősen negatív visszajelzéseket okozott. David Howe, a csatorna elnöke azt nyilatkozta, hogy egyrészt a fejlesztéssel új nézőközönséget szerezhetnek, ha a nézők tudják, hogy nem kizárólag sci-fi műsorokat láthatnak, hanem akár valóságshow-kat vagy pankrációt. Másrészt véleménye szerint: „meg kell tennünk a szükséges lépéseket, hogy megkülönböztessük, elkülönítsük a márkánkat egy általános kategóriától”.

## Műsorai
A SyFy műsora eredeti televíziós filmeket, minisorozatokat, sorozatokat tartalmaz. Korábban több beszüntetett „kult-klasszikus” science fiction TV műsort is sugározott. Nemzetközi elismertséget szerzett 2003-ban Steven Spielberg Harmadik típusú emberrablások című produkciójának sugárzásával, amely abban az évben Emmy-díjat is nyert a Legjobb minisorozat kategóriában. 2006-ban több nem sci-fi program is a műsorára került, mint a Law & Order: Special Victims Unit, a World Wrestling Entertainment Inc. Extreme Championship Wrestling (pankráció) eseményei, és a WCG Ultimate Gamer című valóságshow.
A SyFy létezése során többször váltogatta, hogy programjára tűzött-e anime műsorokat, vagy sem. Először a korai 1990-es évek elején sugárzott angol nyelvű anime filmeket és animációkat, bár a program gyakran változott a kábel televíziós csatornákra nehezedő piaci nyomás hatására. A csatorna elsőként mutatott be olyan műsorokat, mint a Robot Carnival, a Lensman, az Akira, vagy a Tank Police, a Gall Force, és a Project A-ko. Végül 2007. június 11-én beszüntették az anime műsorokat, amikor beindítottak egy heti két órás animeblokkot Ani-Monday címmel. Kifejezetten azért, hogy a csatorna versenyre keljen a Cartoon Networkkel, a blokkban szerepeltek a Manga Entertainment angol nyelvű anime sorozatai. 2008 februárjában bevezettek egy második, kedd éjszakai anime blokkot is. 2009. júliusban – az ekkor már – SyFy bejelentette, hogy megújította és kibővítette a Manga Entertainmenttel kötött szerződését az „Ani-Monday” blokk folytatására, plusz egy hasonló kétórás blokkra horror anime sorozatokból testvércsatornáján, a Chilleren, szintén „Ani-Monday” néven.

### Sci Fi Pictures
A Sci Fi Pictures jellemzően független stúdiók B-kategóriás produkcióit tűzte műsorára, általában 1-2 millió dolláros költségvetésű filmeket. Ezek premierje legtöbbször szombat éjjelente volt. Ezek a filmek időnként más címmel jelentek meg, amikor DVD-n forgalomba kerültek.
A Sci Fi Pictures az egyik szponzora a Coalition for Freedom of Information nevű szervezetnek. Ez a szervezet több alkalommal próbálta a kormányt rábírni a idegenekkel, UFO-kkal kapcsolatos titkosított adatok kiadására, ebben az erőfeszítésben a Sci Fi Channel is társa volt.

## Egyéb médiumok

### Weboldal
A csatorna honlapját 1995-ben indították be a SciFi.com-on The Dominion néven. 2000-ben ezt a nevet elvetették. Honlapjuk az egyike volt az első legszélesebb körű, legnagyobb közönség által elérhető, legjobban reklámozott weboldalaknak. Az oldal nyert egy Webby Award-ot és egy Flash Forward Award-ot is. 2000-2005 között sci-fi-novellák is megjelentek az oldalon a SciFiction menüpont alatt, melyet Ellen Datlow szerkesztett, aki munkájáért 2005-ben Hugo-díjat kapott. A megjelentetett történetek elnyertek egy World Fantasy Award-ot, 2003-ban az első Theodore Sturgeon Award-ot (Lucius Shepard Over Yonder c. műve) és több Nebula Award-ot (pl. 2000-ben Linda Nagata Goddesses című műve). A csatorna névváltozásával egyidőben a honlap URL-jét is SyFy.com-ra cserélték.
2006. április 22-én a weboldalon elindult a Sci Fi Pedia egy reklámcélú wikiként, olyan témákban, mint az anime, képregények, sci-fi, fantasy, horror, rajongók, játékok, UFO, műfajhoz kapcsolódó rajzok, felvételek, és paranormális jelenségek. 2009-ben a Sci Fi Pediát magyarázat nélkül beszüntették.

### Science Fiction Weekly
A Science Fiction Weekly egy online magazin volt, amit Craig Engler és Brooks Peck indított el 1995. augusztus 15-én. 1996 áprilisában a The Dominion oldalán működött, mielőtt eladták a Sci Fi Channelnek 1999-ben. A magazin különbféle típusú science fiction publikációkat közölt, beleértve a híreket, kritikákat, interjúkat, alkotásokat, míg 2009 januárjában egyesült a Sci Fi Wire-el. Utolsó szerkesztője Scott Edelman volt.

### Sci Fi Magazine
A Sci Fi Magazine a csatorna hivatalos lapja.

### Sci Fi Wire
A Sci Fi Wire a SyFy weboldal egy részlege, ahol a napi híreket szerkeszti Patrick Lee. A science fiction, fantasy és természetfölötti témájú híreket közli, beleértve a filmeket, televízióműsorokat, játékokat, könyveket is.

## Értékelés
2008-ban a SyFy (akkor még Sci Fi Channel) legjobb nézettségi értékeit szerezte: 18-34 év közötti felnőttek 242.000-en, 18-49 év közötti felnőttek 616.000-en, 25-54 év közötti felnőttek 695.000-en, nézték, összességében 1.278.000 nézőszámot tudhatott magáénak. Két éven át folyamatos növekedés jellemzi a számokat a női közönség körében, a 25-54 éves nők esetében 12%-os, a 18-49 éves nők körében 14%-os, a 18-34 éves nők körében 6%-os növekedést ért el. A csatorna bekerült a legjobb tíz nézettségű csatorna közé a 18-54 éves férfi nézők és a 25-54 éves női nézők körében.

## Érdekesség
A „syfy” szónak elég sokrétű jelentése van lengyelül, mint pl. az iszapos, durva tárgyak, értéktelen cikkek, nem megfelelően működő eszközök, szociális betegség, közösülés pejoratív kifejezési formája stb., emiatt úgy döntött a társaság, hogy Lengyelországban megtartják a Sci Fi Channel nevet.

## Külső hivatkozások
- SyFy hivatalos honlap
- a SyFy műsorainak listája az IMDb-n

## Fordítás
- Ez a szócikk részben vagy egészben  a   SyFy című angol Wikipédia-szócikk fordításán alapul.  Az eredeti cikk szerkesztőit annak laptörténete sorolja fel. Ez a jelzés csupán a megfogalmazás eredetét és a szerzői jogokat jelzi, nem szolgál a cikkben szereplő információk forrásmegjelöléseként.